# 17032 Едлу
17032 Едлу (17032 Edlu) — астероїд головного поясу, відкритий 22 березня 1999 року.
Тіссеранів параметр щодо Юпітера — 3,290.